# Sina Goetz
Sina Goetz (* 31. srpna 1999 Mastrils, Graubünden) je švýcarská horolezkyně a reprezentantka v ledolezení. Vicemistryně Evropy a vítězka celkového hodnocení Evropského poháru v ledolezení na obtížnost, juniorská mistryně světa v ledolezení na obtížnost i rychlost.
Mezinárodních závodů v ledolezení se účastnil také její bratr (dvojče) Lukas Goetz, juniorský mistr světa.

## Výkony a ocenění
- 2015: juniorská mistryně světa
- 2016: juniorská vicemistryně světa
- 2017: juniorská mistryně světa
- 2018: finalistka MS, juniorská mistryně světa
- 2019: vítězka celkového hodnocení Evropského poháru, juniorská mistryně světa
- 2020: vicemistryně Evropy, juniorská mistryně světa
- 2021: vicemistryně Evropy

### Závodní výsledky
| Mistrovství světa v ledolezení | Mistrovství světa v ledolezení | Mistrovství světa v ledolezení |
| Rok                            | 2017                           | 2018                           |
| ------------------------------ | ------------------------------ | ------------------------------ |
| Obtížnost                      | 14                             | 10                             |

| Světový pohár v ledolezení | Světový pohár v ledolezení | Světový pohár v ledolezení | Světový pohár v ledolezení | Světový pohár v ledolezení | Světový pohár v ledolezení | Světový pohár v ledolezení |
| Rok                        | 2015                       | 2016                       | 2017                       | 2018                       | 2019                       | 2020                       |
| -------------------------- | -------------------------- | -------------------------- | -------------------------- | -------------------------- | -------------------------- | -------------------------- |
| Obtížnost                  | 26                         | 16                         | 25                         | 11                         | 5                          | 3                          |
| jednotlivě* (0/2/1)        | -,-,23-28, -,10,-          | -,-, 6,16                  | -,-,-, 17,16               | 5,9-10, -,-,12             | 4,-,, · 5,17,7             | 4,,                        |

* poznámka: napravo jsou poslední závody v roce
| Mistrovství Evropy v ledolezení | Mistrovství Evropy v ledolezení | Mistrovství Evropy v ledolezení | Mistrovství Evropy v ledolezení | Mistrovství Evropy v ledolezení | Mistrovství Evropy v ledolezení | Mistrovství Evropy v ledolezení |
| Rok                             | 2016                            | 2018                            | 2020                            | 2021                            | 2022                            | 2023                            |
| ------------------------------- | ------------------------------- | ------------------------------- | ------------------------------- | ------------------------------- | ------------------------------- | ------------------------------- |
| Obtížnost                       | 12                              | 10                              | 2                               | 2                               | —                               | 6                               |

| Evropský pohár v ledolezení | Evropský pohár v ledolezení |
| Rok                         | 2018/2019                   |
| --------------------------- | --------------------------- |
| Obtížnost                   | 1                           |
| jednotlivě* (3/0/0)         | ,,-,                        |

* poznámka: napravo jsou poslední závody v roce
| Mistrovství světa juniorů v ledolezení | Mistrovství světa juniorů v ledolezení | Mistrovství světa juniorů v ledolezení | Mistrovství světa juniorů v ledolezení | Mistrovství světa juniorů v ledolezení | Mistrovství světa juniorů v ledolezení | Mistrovství světa juniorů v ledolezení |
| Rok                                    | 2015 U19                               | 2016 U19                               | 2017 U19                               | 2018 U22                               | 2019 U22                               | 2020 U21                               |
| -------------------------------------- | -------------------------------------- | -------------------------------------- | -------------------------------------- | -------------------------------------- | -------------------------------------- | -------------------------------------- |
| Obtížnost                              | 2                                      | 2                                      | 1                                      | 1                                      | 1                                      | 1                                      |
| Rychlost                               | 1                                      | 6                                      | 7                                      | —                                      | 9                                      | 7                                      |
| Kombinace                              |                                        |                                        |                                        |                                        |                                        | 7                                      |